# レム島

デンマーク国内におけるレム島の位置。

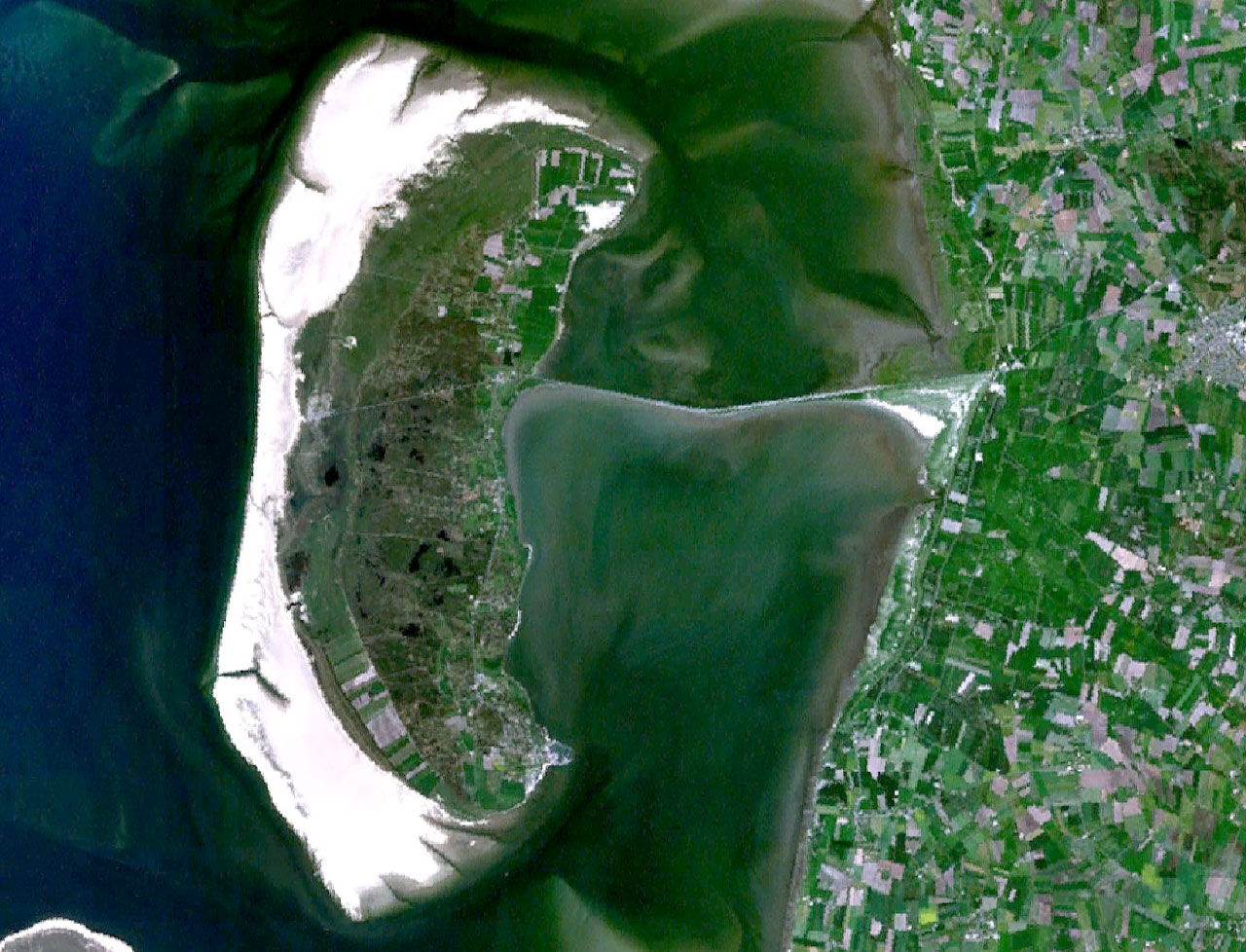
レム島の全景をとらえた衛星写真。なお、写真中央に線のように見えるのは、レム島とデンマーク本土とをつなぐ土手道である。

レム島（レムとう、Rømø）は、デンマーク・ワッデン海諸島（フリースラント諸島の最北部）を構成する島の1つであり、ユトランド半島中西部沖約5kmび北海上に位置している。島の面積は約129km2で、人口は850名程である。1864年の第二次シュレースヴィヒ＝ホルシュタイン戦争によってプロイセン王国領となり、デンマーク領に復帰したのは1920年のことであった。デンマーク本土とは土手道で結ばれていて、道路わきには送電線も見られる。なお、この島のすぐ南に存在するドイツ領のジルト島との間には、フェリーが運航されている。